# Campeonato Sul-Americano de Clubes de Futsal de 2014
O Campeonato Sul-Americano de Clubes de Futsal de 2014 foi a décima quarta edição da principal competição de clubes de futsal do continente, a décima segunda sob a chancela da Confederação Sul-Americana de Futebol (CONMEBOL). A Zona Sul foi realizada em Erechim, no Rio Grande do Sul, Brasil, entre 21 e 27 de abril, tendo como vencedor a equipe sediante do CER Atlântico.

## Formato
A competição foi dividida em duas zonas: "Zona Norte" e "Zona Sul".

### Zona Sul
A Zona Sul foi composta de dois grupos de cinco times cada, onde os dois primeiros e os dois segundos colocados de cada grupo se classificaram para as semifinais da fase sul. O campeão da Zona Sul, estava classificado para a fase final.

### Fase Final
Na fase final se enfrentaram o campeão da Zona Norte e o campeão da Zona Sul, em dois jogos na casa do campeão da Zona Sul. Caso alguma das equipes não comparecer, será declarada campeã a equipe que tenha confirmado a sua participação. 

## Zona Sul

### Grupo A
| Equipes               | Pts | J | V | E | D | GP | GC | SG  |
| --------------------- | --- | - | - | - | - | -- | -- | --- |
| Atlântico             | 12  | 4 | 4 | 0 | 0 | 21 | 3  | 18  |
| America del Sud       | 9   | 4 | 3 | 0 | 1 | 16 | 10 | 6   |
| Old Christians        | 6   | 4 | 2 | 0 | 2 | 10 | 9  | 1   |
| Sport Colonial/Kurupi | 3   | 4 | 1 | 0 | 3 | 8  | 17 | -9  |
| Palestino             | 0   | 4 | 0 | 0 | 4 | 2  | 18 | -16 |

### Grupo B
| Equipes             | Pts | J | V | E | D | GP | GC | SG  |
| ------------------- | --- | - | - | - | - | -- | -- | --- |
| Boca Juniors        | 10  | 4 | 3 | 1 | 0 | 17 | 3  | 10  |
| ADC Intelli         | 9   | 4 | 3 | 0 | 1 | 22 | 14 | 9   |
| Star's Club         | 4   | 4 | 1 | 1 | 2 | 16 | 14 | 2   |
| Peñarol             | 3   | 4 | 1 | 0 | 3 | 13 | 19 | -6  |
| Deportes Concepción | 3   | 4 | 1 | 0 | 3 | 7  | 25 | -18 |

### Play-Offs
|  | Semifinais                    | Semifinais                    |   |                               | Final                         | Final |  |
|  |                               |                               |   |                               |                               |       |  |
|  | 26 de abril de 2014 - Erechim |                               |   |                               |                               |       |  |
|  | Boca Juniors                  | 4                             |   |                               |                               |       |  |
|  | America del Sud               | 0                             |   |                               |                               |       |  |
|  |                               |                               |   |                               |                               |       |  |
|  |                               |                               |   |                               | 27 de abril de 2014 - Erechim |       |  |
|  |                               |                               |   |                               | Boca Juniors                  | 2     |  |
|  |                               | Atlântico                     | 3 |                               |                               |       |  |
|  |                               |                               |   |                               |                               |       |  |
|  |                               |                               |   |                               |                               |       |  |
|  |                               |                               |   |                               | Terceiro lugar                |       |  |
|  | 26 de abril de 2014 - Erechim | 26 de abril de 2014 - Erechim |   | 27 de abril de 2014 - Erechim | 27 de abril de 2014 - Erechim |       |  |
|  | Atlântico                     | 4                             |   | America del Sud               | 2                             |       |  |
|  | ADC Intelli                   | 3                             |   |                               | ADC Intelli                   | 7     |  |

### Final
| 27 de abril | Boca Juniors                   | 2 – 3 | Atlântico                       | Caldeirão do Galo, Erechim                           |
| 19:00       | Bagatini · Alamiro Vaporaki 7' |       | Andrés Santos · Keké 17' · Galo | Árbitro: PAR Elvis Peña Árbitro 2: COL Jorge Moncada |

| Boca Juniors | Atlântico |

### Premiação
| Campeonato Sul-Americano de Clubes de Futsal de 2014 - Zona Sul |
| Brasil                                                          |
| --------------------------------------------------------------- |
| Atlântico/Erechim Campeão (1º título)                           |